# Nausicaa Marbe

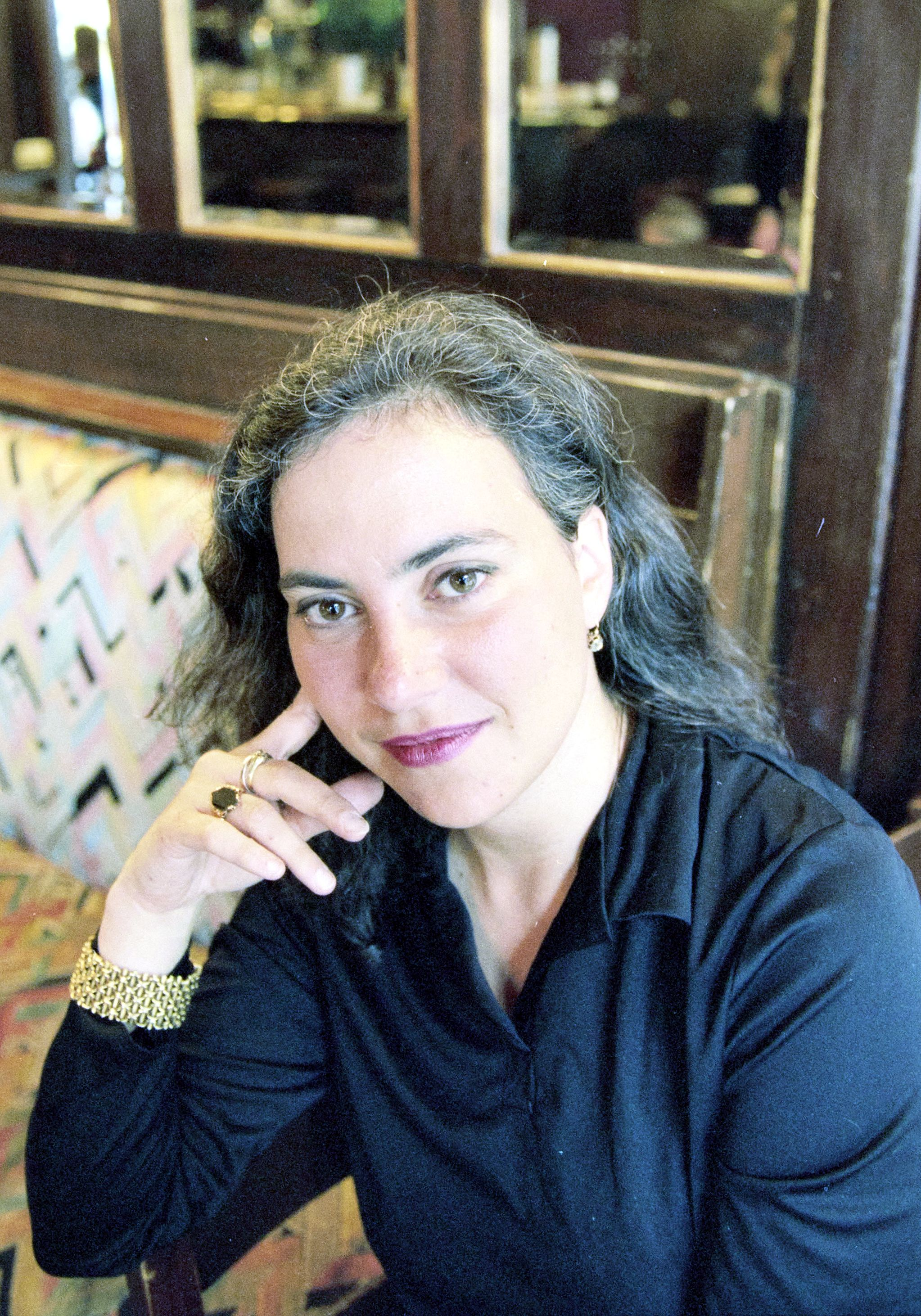
Nausicaa Marbe, 1998

Nausicaa Marbe (Boekarest, 11 augustus 1963) is een Nederlands schrijfster, columniste en journaliste van Roemeense/ Griekse komaf. Zij is de dochter van de Joodse componiste/pianiste Myriam Marbe (1931-1997) en schrijver Aristide Poulopol (1928-1989), door wie zij op haar 18e jaar – acht jaar voor de Roemeense Revolutie – naar Nederland werd gestuurd.
Marbe kwam in 1982 naar Nederland waar ze studeerde aan de Vrije Universiteit in Amsterdam. Ze werkte als journalist mee aan verschillende culturele radio- en televisieprogramma's van de VPRO en schreef onder andere voor Vrij Nederland en de Volkskrant, NRC Handelsblad en Trouw. Bij de Volkskrant had ze tot juni 2013 een wekelijkse column, nadien in De Telegraaf. In 1999 ontving Marbe het Charlotte Köhler Stipendium.

## Boeken
- Mândraga, 1998
- Kader, Lulu, Mozes en ik, 2001
- Moldavische kokkin, 2010
- Smeergeld, roman, 2014 (bekroond met de Diamanten Kogel) 2015
- Wachten op het Westen, 2022

- Gemeinsame Normdatei: 123831059
- International Standard Name Identifier: 0000 0000 4573 413X
- Library of Congress Control Number: n98093852
- Nederlandse Thesaurus van Auteursnamen: 167428632
- Système universitaire de documentation: 191266914
- Virtual International Authority File: 20599328
- WorldCat: E39PBJy8tCRrgKpBWDKPKmkbh3